# Josep Prat i Ripollès
Josep Prat Ripollès, també conegut com a Pitus Prat, (Barcelona, 26 d'abril de 1911 - Barcelona, 11 de març de 1988), va ser un jugador català de futbol, que jugava en la posició d'extrem dret, i que té l'honor de ser l'autor del primer gol en la història de la Lliga.

## Trajectòria
Va començar jugant al FC Gràcia, fins que el 1928 es va incorporar al RCD Espanyol. En aquest club va estar més d'una dècada. Durant aquest període va jugar 9 temporades, a causa de la interrupció de la lliga a causa de la Guerra civil espanyola. Amb el conjunt blanc-i-blau va fer història, en aconseguir el primer gol de la història de la Lliga espanyola, el 10 de febrer de 1929, en la jornada inaugural de la primera edició, en el partit que enfrontava el RCD Espanyol i el Real Unión Club de Irun. A més també va aconseguir sis títols amb el conjunt català, entre ells les copes dels anys 1929 i 1940. El seu darrer club fou el Reial Madrid la temporada 1940-41.
Fou quatre cops internacional amb la selecció d'Espanya, debutant enfront Portugal el 2 d'abril de 1933, i amb la selecció de Catalunya.
Després de la seva retirada fou entrenador de diversos equips. com el RCD Mallorca, la Gimnástica de Torrelavega o l'Esport Club Granollers. La temporada 1943-1944 fou entrenador del RCD Espanyol juntament amb Crisant Bosch.

## Palmarès
Amb el RCD Espanyol ha guanayat dues Copes d'Espanya (1929 i 1940) i quatre Campionats de Catalunya (1929, 1933, 1937 i 1940)